# Заполье (Бабаевский район)
Заполье — деревня в Бабаевском районе Вологодской области. Входит в состав сельского поселения Бабаевское.
В 2004 — 2015 годах входила в состав Сиучского сельского поселения и являлось его административным центром, после его упразднения включена в сельское поселение Бабаевское.
Расположена на правом берегу реки Колпь. Расстояние по автодороге до районного центра Бабаево составляет 34 км. Ближайшие населённые пункты — Сиуч, Сиуч.

## Население
Население по данным переписи 2002 года — 159 человек (75 мужчин, 84 женщины). Преобладающая национальность — русские (97 %).
| 2010 |
| ---- |
| 116  |